# Храм Солнца (Рим)
Храм Солнца (лат. Templum Solis) ― ныне утраченное древнеримское культовое сооружение, посвящённое Непобедимому Солнцу.
Император Аврелиан учредил культ Непобедимого Солнца (Sol Invictus) около 270 г. н. э. и установил его в качестве государственной религии. В 273 году, чтобы почтить нового бога, он построил большой храм на Марсовом поле в Риме. Это святилище славилось в древних источниках своей красотой и пышностью. Храм находился в седьмом округе Рима, к востоку от Виа Латы, но точное местоположение его до сих пор неизвестно. Согласно древним источникам, он находился в кампусе Агриппы, большом общественном парке рядом с нынешней площадью Испании. У храма стоял портик, где хранилось вино. Аврелиан решил, что, помимо хлеба и других продуктов питания, римские граждане будут также бесплатно получать вино и свинину от государства. Это говорит о том, что храм должен был находиться в непосредственной близости от Кастра Урбана, построенного Аврелианом и Форума Суариум (винного рынка).
Внешний вид храма подробно не описан в древних источниках. Руины храма не найдены, какие-либо изображения на монетах также до наших дней не дошли. Андреа Палладио нарисовал остатки большого комплекса к востоку от Виа Латта в 16 веке, которые были отождествлены с Храмом Солнца немецким историком Кристианом Хюльсеном. Этот комплекс состоял из прямоугольной зоны, окружённой колоннадами, которая была разделена на две части. В южной части было здание, которое могло быть храмом. Однако идентификация этого комплекса как Храма Солнца не является однозначной.